# Eunice Jepkorir
Eunice Jepkorir (Kenia, 17 de febrero de 1982) es una atleta keniana, especialista en la prueba de 3000 m obstáculos, con la que ha logrado ser subcampeona olímpica en 2008.

## Carrera deportiva
En el Mundial de Osaka 2007 gana la medalla de bronce en los 3000 metros obstáculos, con un tiempo de 9:20.09 segundos, tras las rusas Yekaterina Volkova (oro) y Tatyana Petrova (plata).
Al año siguiente, en las Olimpiadas de Pekín 2008 gana la plata en la misma prueba.